# Bye Bye Beautiful
Bye Bye Beautiful є другим треком з  п'ятого альбому Dark Passion Play фінського квинтету Nightwish. Пісня була анонсована на представлення у вигляді третього синглу з альбому Dark Passion Play Туомасом Холопайненом в інтерв'ю , але вона вийшла четвертим синглом після виходу синглу Erämaan viimeinen, як третього.
Сингл вийшов 15 лютого 2008 року у трьох версіях CD, DVD та 12-ти дюймовий LP. Він містив ремікс DJ Orkidea на пісню Bye Bye Beautiful, демо-версію пісні «The Poet and the Pendulum» та бонусний трек на японській версії альбому Dark Passion Play — «Escapist».
Вокал є спільними для двох вокалістів групи, Анетт Ользон та Марко Хієтала.  У студійній версії хор співає «Did you ever let in what the world said» та «Did we play to become only pawns in the game?», але у виконаннях наживо він співає «Oh, let in what the world said» and «Did we play — only pawns in the game?» відповідно, притримуючись паузи для дихання .
У першій частині Dark Passion Play World Tour Bye Bye Beautiful була першим треком, який відкривав концерти, після інтро «Resurrection» з фільму Страсті Христові. У 2009 році була замінена на «7 Days to the Wolves» та Туомас Холопайнен заявив, що Bye Bye Beautiful більше ніколи не буде виконуватись наживо.
Промо-версія цього треку «витікла» в Інтернет 11 липня 2007 року.

## Історія
«Bye Bye Beautiful» була написана Туомасом Холопайненом про колишню вокалістку групи Тар'ю Турунен, яка була звільнена з групи відкритим листом в жовтні 2005 року, його почуття після її звільнення та її відношення до групи та музики. Спочатку це були лише чутки, але потім це відтвердив Туомас Холопайнен в інтерв'ю, хор також виконує такі рядки “Did you ever read what I wrote you?/
Did you ever listen to what we played?”, в першій частині є посилання на пісні написані Холопайненом, в другій — про її відсутність прихильності до музики.

## Відео
У відео на пісню «Bye Bye Beautiful», чотири чоловіки, які є членами групи замінені на чотири жіночі моделі. Незважаючи на спекуляції, Холопайнен сказав у фінському інтерв'ю, що зміна на жінок у цьому відео не має нічого спільного з звільненням Тар'ї Турунен з Nightwish, і сказав: «Це просто самоіронія та рок-н-рол». Чотири моделі мають на увазі чутки, які ходять серед фанів що нова співачка Анетт Ользон, була обрана для залучення більшого числа фанатів через свою зовнішність. У відео, вони задовільняють ці чутки.
Відео було випущено на 27 вересня 2007 року.

## Список композицій

### CD-версія
| # | Назва                                   | Час   |
| - | --------------------------------------- | ----- |
| 1 | Bye Bye Beautiful                       | 4:19  |
| 2 | The Poet And The Pendulum (демо-версія) | 13:43 |
| 3 | Escapist                                | 5:01  |
| 4 | Bye Bye Beautiful (DJ Orkidea Remix)    | 12:07 |

### DVD-версія
| #  | Назва                                       | Час   |
| -- | ------------------------------------------- | ----- |
| 1  | Bye Bye Beautiful — Music Video (5.1 sound) | 4:14  |
| 2  | Bye Bye Beautiful — Music Video (2.0 sound) | 4:14  |
| 3  | Making of Bye Bye Beautiful                 |       |
| 4  | Amaranth — Відео (5.1 sound)                | 3:57  |
| 5  | Amaranth — Відео (2.0 sound)                | 3:57  |
| 6  | While Your Lips Are Still Red — Відео       | 4:18  |
| 7  | Bye Bye Beautiful                           | 4:14  |
| 8  | The Poet And The Pendulum (демо-версія)     | 13:41 |
| 9  | Escapist                                    | 4:57  |
| 10 | Bye Bye Beautiful (DJ Orkidea Remix)        | 12:07 |

## Чарти
Сингл був офіційно випущений 15 лютого 2008 у Фінляндії і 18 лютого у Великій Британії. У Великій Британії, «Bye Bye Beautiful» увійшов до UK Rock Singles Chart до номер два, розташувавшись за піснею групи Nickelback «Rockstar». Після європейського-релізу, «Bye Bye Beautiful» досягла самої високої позиції в національному чарту синглів, в Іспанії, досягнувши 4 позиції, трохи нижче, ніж іспанський Nightwish "номер 1 хіт " Amaranth". Сингл увійшов також до синглових чартів Франції та Німеччини.

### Позиції в чартах
| Країна          | Позиція |
| --------------- | ------- |
| Велика Британія | 2       |
| Іспанія         | 4       |
| Фінляндія       | 5       |
| Німеччина       | 35      |
| Італія          | 48      |
| Франція         | 54      |

## Учасники
- Туомас Холопайнен — композитор, клавишні
- Анетт Ользон — вокал
- Емппу Вуорінен — гітара
- Юкка Невалайнен — ударні
- Марко Хієтала — бас-гітара